# Unslow
UNSLOW（アンスロウ）は、日本のロックバンド。

## メンバー
興梠ボーカル
みのるギター（ - 2006年）
ゆーすけギター（2006年 - ）
いしいベース
タカドラム
sinマニピュレーター（2003年 - 2004年）
Goグラフィックメーカー（2006年 - ）

## 概略
2000年にみのるといしいが母体となるバンドを結成。メタル、ラウドミュージックにラップやマニピュレーターによるサンプリング音をミックスした音や、バンドメンバーにグラフィックメーカーを抱えた斬新な活動を展開。

## 来歴
2000年
- かつてから友好のあったみのるといしいによって結成。結成当時の固定メンバーは二人のみで、他のメンバーは流動的。後に、興梠とタカが参加。

2001年
- 興梠が加わる。数枚のV.Aに参加

2003年
- 1月、タカが加わり、メンバーが固定。
- 7月、1stマキシシングル「J.L.C.Spider 」を発表。スリーブイラストは、TATTOOアーティスト和瞬が担当。雑誌BURRN![1]に紹介される。
- 9月、ex.BOBWIREのsinがマニピュレーターとして加わる。

2004年
- 4月、2ndマキシシングル「Over The Line」を発表。全国ツアーを敢行。
- 7月、LOUD MUSIC専門の動画配信サイトrsst.tvにてライブ映像が配信
- 9月、ツアーファイナル後、sinが脱退。自らボーカルを取るcoast is clear始動。
- 10月、LION HEADによるオムニバスLION ROCKSに参加。

2005年
- 2月、雑誌『DOLL』[2]に紹介される。
- 9月、海外MP3配信サイトjapanfiles.comにてダウンロード販売開始。

2006年
- 1月、ALL新曲の1stアルバムのレコーディング作業を開始する。
- 2月、不慮の事故によりUNSLOWの核でもあったみのるが永眠。
- 3月、Roc steady co. & HUMAN NOISE recordによるV.A 台湾暴走発売。台湾でのメジャー流通開始。
- 4月、活動を再開する事を決意。公私共に親交の深かったex.alteregoのゆーすけが加入。
- 9月、1st、2ndマキシシングルの台湾でのメジャー流通開始。

2007年
- 3月、V.A 台湾暴走llに参加、それに伴い台湾暴走2007ツアーの為MOBと共に台湾ツアーを敢行。
- 4月、V.A Fresh Cuts From Japan- vol,2に参加、アメリカでの流通開始。

## リリース

### デモテープ
- UNSLOW （2002年4月）

### オリジナルマキシシングル
- J.L.C.Spider （2003年7月）
- Over The Line（2004年4月）

### コンピレーションアルバム
- LION ROCKS（2004年10月）
- 台湾暴走（2006年3月）
- 台湾暴走ll（2007年3月）
- Fresh Cuts From Japan- vol,2（2007年4月）